# Frederick Sladen

Frederick W. L. Sladen

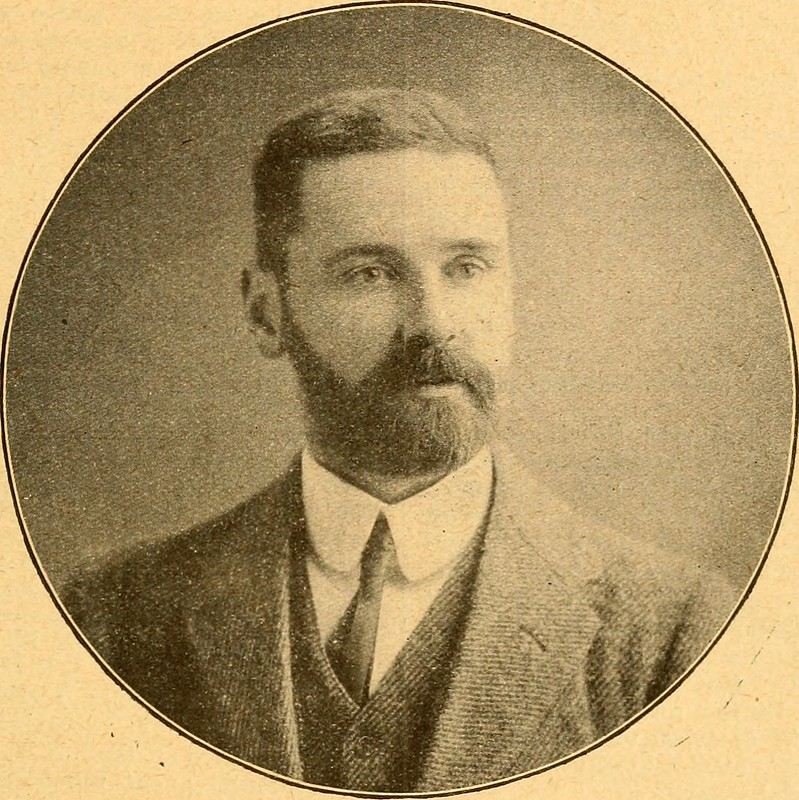
Foto im Nachruf des British bee journal & bee-keepers adviser (1921)

Frederick William Lambert Sladen (* 30. Mai 1876 in Shooters Hill (Kent); † 10. September 1921 in Ottawa (Ontario)) war ein britischer Imker und Entomologe.

## Leben
Frederick Sladen hatte drei ältere Halbbrüder, die aus erster Ehe seines Vaters Lt.-Col. Joseph Sladen (* 1840; † 1930) stammten und war der Älteste von sieben weiteren Söhnen, die sein Vater in zweiter Ehe mit Lady Sarah Sophia Lambard (* 1850; † 1914) hatte. Die Mutter war eine Tochter des achten Earl of Cavan.
Sladen begann bereits im Alter von dreizehn Jahren mit der Bienenzucht und bald darauf mit dem Studium der Wildbienen, insbesondere der Hummel. Mit erst 16 Jahren veröffentlichte Frederick Sladen sein erstes Buch The Humble Bee: Its Life History & How To Domesticate it. (dt. „Die Hummel, Ihre Lebensgeschichte & wie man sie domestiziert.“). Dieses 35-seitige handgeschriebene, mit eigenen farbigen Zeichnungen versehene, mit einer Schablonenkopiermaschine vervielfältigte und selbst gebundene Buch beschreibt seine Erkenntnisse über Hummeln und seine eigenen Versuche, sie zu züchten. Das für 6 Pence angebotene Werk wurde unter Hymenopterologen und auch von Laien mit großer Begeisterung aufgenommen. Zwei Monate später gab Sladen eine überarbeitete 40-seitige zweite Auflage heraus. Und zwanzig Jahre später erschien eine erweiterte gedruckte Fassung, die zusätzlich Beschreibungen von allen britischen Arten von Hummeln und Kuckuckshummeln enthielt und dadurch erheblich umfangreicher war.
Durch die Korrespondenz mit dem Vorsitzenden der Britischen Imker Vereinigung wurde Sladen's Interesse an der Wissenschaft geweckt und er besuchte im Winter 1896/97 Indien, um die dortigen Honigbienen zu erforschen. Er fand 2 Arten, die zwar für die Domestizierung unbrauchbar waren, brachte sie aber lebend nach Hause. Er beschloss, die Bienenzucht zu seinem Beruf zu machen und begann mit der Honigproduktion im großen Stil. Er stellte fest, dass englisch-italienische Hybriden größere Honigproduzenten waren als die einheimischen schwarzen Honigbienen.
Frederick Sladen heiratete 1902 Henrietta Emily Violet Barton (* 1882; † 1968) und zog mit ihr 10 Jahre später nach Kanada, wo auch die gemeinsame Tochter Henrietta Rosalie Melitta Sladen (* 1916; † 2011) zur Welt kam.
Obwohl Sladens Hummelzucht alles andere als ein Laboratorium war, war er es, der die Grundprinzipien der Hummelzucht entdeckte, die noch heute angewendet werden. Auch so manche der von ihm entwickelten Gerätschaften sind bis heute weitgehend unverändert bei Imkern, Obstbauern und Forschern in Gebrauch. Aufbauend auf Sladens Forschungen entdeckte der Schweizer Wissenschaftler Ernst Horber 1961, wie man Hummeln aus dem Winterschlaf erwachen lässt, so dass sie zu nisten beginnen, womit der Grundstein für die Laborzucht gelegt wurde. Seit der Jahrtausendwende ist es weltweit üblich, bei Tomaten und Paprika in Gewächshäusern kommerziell gezüchtete Hummeln zur Bestäubung einzusetzen, wodurch gleichzeitig die hohen Arbeitskosten der manuellen Bestäubung eingespart werden und der Ertrag gesteigert wird.
Frederick Sladen schrieb häufig Beiträge für den Canadian Entomologist, den Canadian Field Naturalist und andere wissenschaftliche Fachzeitschriften. Er war in Kanada, aber auch in den Vereinigten Staaten und England als genauer, systematischer Erforscher der Hautflügler bekannt. Frederick Sladen verfügte über ein breites Wissen über Wildbienen und seine Schriften zeugen von einer sorgfältigen taxonomischen Vertrautheit mit den verschiedenen Merkmalen der von ihm untersuchten Arten. Eine seiner letzten Arbeiten war der Bericht, den er über die Wespen und Bienen schrieb, die von den Mitgliedern der kanadischen Arktis-Expedition gesammelt wurden.

### Badetod
Ende August 1921 fuhr Sladen nach Kingston und von dort zur etwa 35 km entfernten Insel Duck Island im Ontariosee, um dort seinen Forschungen und Experimenten nachzugehen.
Da Sladen nicht schwimmen konnte, machte er es sich zur Gewohnheit, vom Ufer aus ins flache Wasser zu gehen. Nachdem man später seinen leblosen Körper etwa 30 Meter vor Duck Island im Wasser treibend fand und bei der Obduktion kein Wasser in seiner Lunge war, ging man davon aus, dass ein Kreislaufstillstand die Ursache für seinen Tod war. Sladen hatte bereits seit Jahren mit Herzproblemen zu kämpfen.
Heute unterscheidet man den Badetod (auch atypisches Ertrinken genannt) vom Badeunfall (unmittelbares Ertrinken).
Seine Tochter Henrietta verlor mit fünf Jahren ihren Vater, Frederick Sladen wurde nur 45 Jahre alt.

## Schriften

### Vom Autor per Hand geschrieben, farbig illustriert, vervielfältigt, gebunden und veröffentlicht
- F.W.L. Sladen: The Humble Bee: - Its Life History & How To Domesticate It. Sladen, Familiensitz „Ripple Court“, Aug. 1892. (35 Seiten)[5]
- F.W.L. Sladen: The Humble-Bee: - Its Life History & How To Domesticate It. 2nd Edition. Sladen, Familiensitz „Ripple Court“, Okt. 1892. (40 Seiten)[6]

### Durch Verlage gedruckt und herausgegeben
- F.W.L. Sladen: „Bombi in captivity, and habits of Psithyrus“. In: The entomologist's monthly magazine. 2. Auflage. vol. x, no. 118. Gurney & Jackson, London 1899, S. 230–234.[7]
- F.W.L. Sladen: The Humble-Bee Its Life-History And How To Domesticate It, With Descriptions Of All The British Species Of Bombus And Psithyrus. Macmillan and co., limited, London 1912. (312 Seiten)[8]
- F.W.L. Sladen: Queen-rearing in England. Madgwick, Houlston & Co, London 1913.[9]
- F.W.L. Sladen: „Bees and how to keep them“. In: Bulletin (Canada, Dominion Experimental Farms) (= 2nd ser.). no. 26. Government Printing Bureau, Ottawa 1916 (englisch).[10]
- F.W.L. Sladen: Bee-keeping in Canada In: Dominion Experimental Farms and Stations (Canada); no. 18. Dept. of Agriculture, Ottawa 1920.[11]
- F.W.L. Sladen: Wintering bees in Canada In: Dominion Experimental Farms and Stations (Canada); 2nd ser., no. 43. T. Mulvey, Ottawa 1920.[12]